# 경주 양동마을 강학당
경주 양동마을 강학당(慶州 良洞마을 講學堂)은 대한민국 경상북도 경주시 강동면 양동리에 있는 조선시대의 서당이다. 1979년 1월 26일 대한민국의 국가민속문화재 제83호로 지정되었다.

## 개요
양동마을은 월성 손씨와 여강 이씨의 동족마을로, 넓은 안강평야에 오랜 전통을 지닌 여러 집들을 잘 보존하고 있는 곳이다. 여강 이씨 문중 서당으로 대사간을 지낸 지족당 이연상 선생이 학생들을 가르친 곳이다. 이 마을에서 월성 손씨 문중 서당인 안락정과 쌍벽을 이루며 조선 고종 4년(1867)경 지었다고 한다. 심수정(중요민속자료 제81호) 서쪽 높은 언덕 위에 자리잡은 행랑채는 서당 동쪽 심수정 사이에 따로 지어 놓았다.
강학당은 'ㄱ'자형 평면을 가지고 있는데 일반적인 '一'자형 서당건축 배치와는 다른 형식을 띠고 있다. 이것은 안방 아래로 마루와 책방을 덧붙이면서 변화한 것으로 짐작한다. 꺾이는 부분의 안방을 중심으로 오른쪽에는 2칸 대청과 건넌방을 꾸며 놓았다. 남부지방 소규모 민가의 기본형을 잘 따르고 있는 행랑채는 '一'자형 평면을 갖추고 있으며 방·방·부엌으로 구성되어 있다.
이씨 문중에는 규모가 큰 경산서당이 하나 더 있으나, 이 건물은 최근에 옮겨 지은 것이고 역사도 강학당에 비해 떨어진다. 따라서 전통 깊은 문중 서당으로서 월성 손씨 서당인 안락정과 함께 이 마을의 중요한 민속자료가 되고 있다.

## 같이 보기
- 경주 양동 안락정

## 참고 자료
- 경주 양동마을 강학당 - 국가유산청 국가유산포털